# Long Mã Đàm
Long Mã Đàm (chữ Hán giản thể: 龙马潭区, Hán Việt: Long Mã Đàm khu) là một quận thuộc địa cấp thị Lô Châu, tỉnh Tứ Xuyên, Cộng hòa Nhân dân Trung Hoa. Quận Long Mã Đàm được thành lập năm 1996 trên cơ sở điều chỉnh các khu vực hành chính của Lô Châu. Quận Long Mã Đàm có diện tích 340,8 km², dân số 324.000 người. Đây là một trong những quận nội thị chính của Lô Châu.